# Organizacijska kultura
Organizacijska kultura predstavlja način života i rada u poduzeću. Može se definirati kao ozračje u organizaciji koje je posljedica utjecaja kako različitih znanih i neznanih zaposlenika iz prošlosti i sadašnjosti tako i šireg i užeg okruženja poduzeća koje djeluje na ponašanje ljudi i na upotrebe njihovih sposobnosti.
Schein: Obrazac vrijednosti ili temeljnih pretpostavki kojeg je izumila, otkrila ili razvila određena grupa dok je učila suočavati se s problemima vanjske prilagodbe i unutrašnje integracije, a koji se pokazao dovoljno dobrim da je smatran valjanim, pa stoga tom obrascu treba poučiti nove članove kao ispravnom načinu percipiranja, mišljenja i osjećanja u odnosu na te probleme.
Kultura poduzeća egzistira na dvije razine :
- vidljiva razina → statusni simboli, ceremonije, rituali, žargon, jezik
- nevidljiva razina → vrijednosti, norme, stavovi, uvjerenja

## Kulturne razine i njihova veza
1. simbolični sustavi
  - jezik, rituali, junaci i legende, odjeća, forme ophođenja, logotip i uređenje prostora
2. norme i standardi
  - maksime, ideologije, zabrane → dijelom vidljivi, dijelom nevidljivi; potrebno ih je istražiti
3. temeljna shvaćanja
  - odnos prema okolini, istini, biti čovjeka, biti ljudskog djelovanja, biti ljudskog odnosa

## Kultura jakih momaka ("sve ili ništa)
- situacija visokog rizika i brzog odgovora (feedbacka)
- svijet individualaca
- "pokaži mi planinu, ja ću je osvojiti"
- cijeni se cjelodnevni rad, mladenačka pojava i mladenački imidž → nekonvencionalan jezik pun jezičnih tvorevina
- ugled, prihodi i moć određeni su uspjehom
- emocije su dopuštenje, ali jadikovanje nije
- ravnopravnost muškaraca i žena

## Vanjske poveznice
- Tekst o organizacijskoj kulturi na Ramiro.hr
- Organizacijska kultura, doc.dr.sc. Maja Klindžić, predavanje iz 2017. godine

## Korisna literatura
- Miroslav Žugaj (2004.). Organizacijska kultura. Varaždin: TIVA tiskara, FOI.